# 김제시장
김제시장은 전북특별자치도 김제시의 시장이다.

## 같이 보기
- 김제시장 선거